# Керанигандж (подокруг)
Керанигандж (бенг. কেরানীগঞ্জ, англ. Keraniganj) — подокруг в центральной части Бангладеш в составе округа Дакка. Административный центр — город Керанигандж. Площадь подокруга — 166,87 км². По данным переписи 1991 года население подокруга составляла 530 174 человека. Плотность населения равнялась 3177 чел. на 1 км². Уровень грамотности населения составлял 37,7 %. Религиозный состав: мусульмане — 89,46 %, индуисты — 10,5 %, прочие — 0,04 %.